# Möllner See
Der Möllner See liegt in Mecklenburg-Vorpommern nordwestlich von Neubrandenburg im Gemeindegebiet von Mölln. Der Ort Mölln befindet sich nahe dem Südufer. Das Gewässer ist ein Rinnensee und entstand während der letzten Eiszeit (Weichseleiszeit) aus einer ehemaligen Schmelzwasserrinne, die sich nach dem Rückgang des Eises dauerhaft mit Wasser füllte. Der See hat eine ungefähre Länge von 1,3 Kilometern und eine Breite von 300 Metern im nördlichen Teil des Sees. Am Westufer befindet sich ein größeres Waldgebiet. Das Gewässer ist Teil der Kastorfer-Möllner Seenkette und war vermutlich früher mit dem Gädebehner See und Kastorfer See verbunden. Der See ist ein Verlandungssee mit durchgängig sumpfigen Uferbereichen. Am östlichen Ufer des Möllner Sees befindet sich eine slawische Wehranlage aus dem 7. bis 12. Jahrhundert. Es handelt sich hierbei um eine verlandete Inselburg. 